# Ovobulbus elot
Ovobulbus elot är en spindelart som beskrevs av Michael Ilmari Saaristo 2007. Ovobulbus elot ingår i släktet Ovobulbus och familjen dansspindlar.
Artens utbredningsområde är Israel. Inga underarter finns listade i Catalogue of Life.